# 科陶伊
科陶伊，是匈牙利索博尔奇-索特马尔-贝拉格州所辖的一个村。总面积25.93平方公里，总人口4520，人口密度174.3人/平方公里（2011年1月1日）。